# Hans Kremer
Hans Kremer (* 1954) ist ein deutscher Theater- und Film-Schauspieler sowie Sprecher.

## Leben und Wirken
Hans Kremer wuchs in West-Berlin auf, studierte Schauspiel an der Hochschule für Musik und Theater in Hannover. Regisseur Jürgen Flimm holte ihn 1980 ans Schauspiel Köln. 1982 wurde er von der Zeitschrift „Theater heute“ als "Schauspieler des Jahres" ausgezeichnet (Theatertreffen mit Leonce und Lena in der Regie von Jürgen Flimm). Mit Flimm ging er nach Hamburg ans Thalia Theater und blieb dort fünfzehn Jahre. 1986 erhielt er für seine Titelrolle in „Peer Gynt“ den „Boy-Gobert-Preis“. Im Anschluss war er von 2001 bis 2009 Ensemble-Spieler unter Frank Baumbauer an den Münchner Kammerspielen, wo er bei Johan Simons erneut ab 2012 fest engagiert wurde. Zur Spielzeit 2015/16 ging Kremer als festes Ensemblemitglied an das Schauspielhaus Zürich.
Er arbeitete mit den Regisseuren Ruth Berghaus, George Tabori, Robert Wilson, Alexander Lang, Yoshi Oida, Andreas Kriegenburg, Luk Perceval, Jossi Wieler, Thomas Ostermeier und Johan Simons. Hans Kremer spielt immer wieder auch Rollen in Film und Fernsehen, unter anderem mit Regisseuren wie Andreas Dresen, Margarethe von Trotta und Reinhard Hauff, in dessen mit dem Goldenen Bären ausgezeichneten Film Stammheim er eine Hauptrolle spielte.
Als Sprecher arbeitet Kremer regelmäßig für WDR, BR und Hörbuchverlage.
Zusammen mit der Künstlerin und Lebenspartnerin Isabelle Krötsch gründete er in München das Künstlerkollektiv/Kunstsalon Freies.Feld, das die Grundlagen für interdisziplinäre Projekte schafft.
2013 realisierten sie zusammen den „DantonDenkRaum“ in der Anatomie der LMU München. Dazu ist ein Katalog in der Gestaltung von Bureau Mirko Borsche entstanden mit einem einführenden Text von Sabine Magnet. Georg Büchner ist einer der wichtigen Autoren in Hans Kremers Arbeit. Stationen davon sind neben dem Einstieg als Prinz Leonce, Danton in der Regie von Ruth Berghaus 1989, Thalia Theater, Lenz in der Regie von Jürgen Flimm, den er eigenständig fortentwickelt hat, um zusammen mit Isabelle Krötsch Büchner.Lenz.Leben zu drehen, der am 20. Januar 2014 im Arena Filmtheater München seine Kinopremiere hatte. Ferner arbeiteten I. Krötsch und Hans Kremer an ihrem Hausformat LAUT.MALEN, aktuell zu sehen im Werkraum der Münchner Kammerspiele mit LENZ.LEBEN – LAUT.MALEN in Zusammenarbeit mit der japanischen Pianistin Masako Ohta.

## Filmografie (Auswahl)
- 1986: Stammheim
- 1986: Auf immer und ewig
- 1990: Die Kinder (Fernsehserie, sechs Folgen)
- 1994: Tatort – Singvogel
- 1995: Das Versprechen
- 1995–1999: Doppelter Einsatz (Fernsehserie, 23 Folgen)
- 1997: Tatort – Inflagranti
- 1997: Mendel
- 1998: Tatort – Brandwunden
- 2001: Polizeiruf 110 – Seestück mit Mädchen
- 2001: Tatort – Exil!
- 2001: Tatort – Hasard!
- 2001: Die Biester (Fernsehserie, zwölf Folgen)
- 2003: Polizeiruf 110 – Die Schlacht
- 2004: Der Bulle von Tölz: Süße Versuchung
- 2004: Bella Block: Hinter den Spiegeln
- 2005: Bloch – Der Freund meiner Tochter
- 2005: Willenbrock
- 2008: Der Rote Punkt
- 2008: Meine Mutter, mein Bruder und ich!
- 2008: Polizeiruf 110 – Wie ist die Welt so stille
- 2009: Die Rosenheim-Cops – Ein fast perfekter Plan
- 2010: Frösche petzen nicht
- 2012: Rommel
- 2013: Der Geschmack von Apfelkernen
- 2013: Büchner.Lenz.Leben

## Hörspiele
- 2005: Michaela Melián: Föhrenwald – Regie: Michaela Melián (Original-Hörspiel – BR)
- 2006: Federico Fellini: Die Reise des Giuseppe Mastorna – Regie: Felix Partenzi (Hörspiel – WDR)
- 2014: Tom Peukert: Paradise – Regie: Annette Kurth (Hörspiel – WDR)
- 2015: Elfriede Jelinek: Wirtschaftskomödie – Regie: Leonhard Koppelmann (Hörspiel (6 Teile) – BR/DKultur)